# Atletica leggera ai Giochi della X Olimpiade - Staffetta 4×100 metri femminile

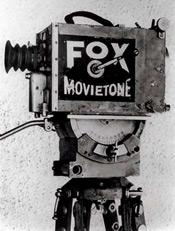
Video della Finale

La competizione della staffetta 4×100 metri femminile di atletica leggera ai Giochi della X Olimpiade si tenne il giorno 7 agosto 1932 al Memorial Coliseum di Los Angeles.

## L'eccellenza mondiale
| Record mondiale e olimpico: 1928   | 48”4 | Canada      | Presente |
| Vincitrice dei III Giochi mondiali | 49”9 | Germania    | Presente |
| Miglior prestazione europea: 1931  | 48”5 | Regno Unito | Presente |

## Finale
Erano solo sei le nazioni iscritte, si disputò direttamente la finale.
| Pos.    | Nazione       | Atleti                                                          | Tempo ufficiale | Tempo elettrico |
| ------- | ------------- | --------------------------------------------------------------- | --------------- | --------------- |
| Oro     | Stati Uniti   | Mary Carew Evelyn Furtsch Annette Rogers Wilhelmina von Bremen  | 47"0            | 46"86           |
| Argento | Canada        | Mildred Fizzell Lillian Palmer Mary Frizzell Hilda Strike       | 47"0            |                 |
| Bronzo  | Gran Bretagna | Eileen Hiscock Gwen Porter Violet Webb Nellie Halstead          | 47"6            |                 |
| 4       | Paesi Bassi   | Jo Dalmolen Cor Aalten Bep du Mée Tollien Schuurman             | 47"7            |                 |
| 5       | Giappone      | Mie Muraoka Michiko Nakanishi Asa Dogura Sumiko Watanabe        | 48"9            |                 |
| 6       | Germania      | Grete Heublein Ellen Braumüller Tilly Fleischer Marie Dollinger | 50"0            |                 |